# GD&TOP (음반)

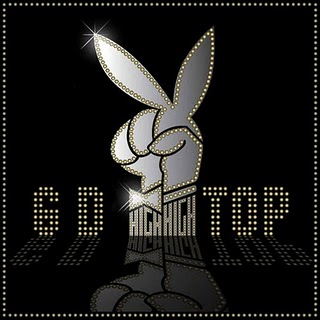
GD&TOP 앨범 커버

GD&TOP은 대한민국의 음악 그룹 빅뱅에서 G-DRAGON과 T.O.P이 결성한 유닛 그룹의 첫 번째 정규 음반이다. 2010년 12월 24일 음반이 발매됐으며, 그룹안에서 첫 콜라보레이션 음반이기도 하다. 두 사람은 음반을 널리 홍보하기 위해, 세계 프리미어 시사회를 통해 음반을 발표했다. 이 프로모션에서는 세 장의 싱글; "HIGH HIGH", "OH YEAH"와 "뻑이가요"를 선보였다. "HIGH HIGH"가 차트 1위를 하는 동안, 이후 두 곡도 각각 차트에서 2위와 3위를 차지했다. GD&TOP은 2012년 3월 21일 발매된 영국의 가수 픽시 로트의 일본 음반 Young Foolish Happy의 타이틀 곡 "Dancing on My Own"에 피처링에 참여했다.
이 음반은 130,000장을 판매해 가온 앨범 차트에서 2010년 연간 15위를 차지했다.

## 배경
빅뱅이 그들의 다음 음반을 준비하는 동안, G-DRAGON과 T.O.P은 각각의 스타일로 의기투합했다. G-DRAGON에 따르면, 그들은 새로운 조합을 시도해 태양, 대성과 승리가 자신들의 음악을 녹음하는 동안 G-DRAGON과 T.O.P이 듀오를 결성하며, "우리는 팬들과 지난 2년간 떨어져 있었다."라고 언급했다.  빅뱅의 분열은 이번이 처음으로, G-DRAGON과 T.O.P은 팬들의 반응을 긍정적으로 보고 YG 엔터테인먼트의 양현석 대표는 유닛의 음반 발표를 승낙했다.  이후 양현석은 2010년 11월 그들의 콜라보레이션 소식을 언론에 발표했다. G-DRAGON과 T.O.P은 음반의 대부분의 작사에 참여했다. 두 사람은 빅뱅의 음악에서 잠시 떨어져 자신들의 스타일을 시도하고, 그룹의 현재 장르의 일렉트로닉 음악에 대비하기 위해 더욱 힙합 장르를 선택했다. G-DRAGON은 인정하지 않았지만, R&B, 어쿠스틱과 일렉트로닉 음악에 영향을 받았다. 두 사람은 누구할 것 없이 모두 각각 많은 밤을 새며 작업을 계속 했고, 11곡의 녹음이 완료되었을 때, 콜라보레이션을 한 박봄이 포함되었다. T.O.P의 솔로 곡, "TURN IT UP"은 음반의 보너스 트랙으로 수록되었다.

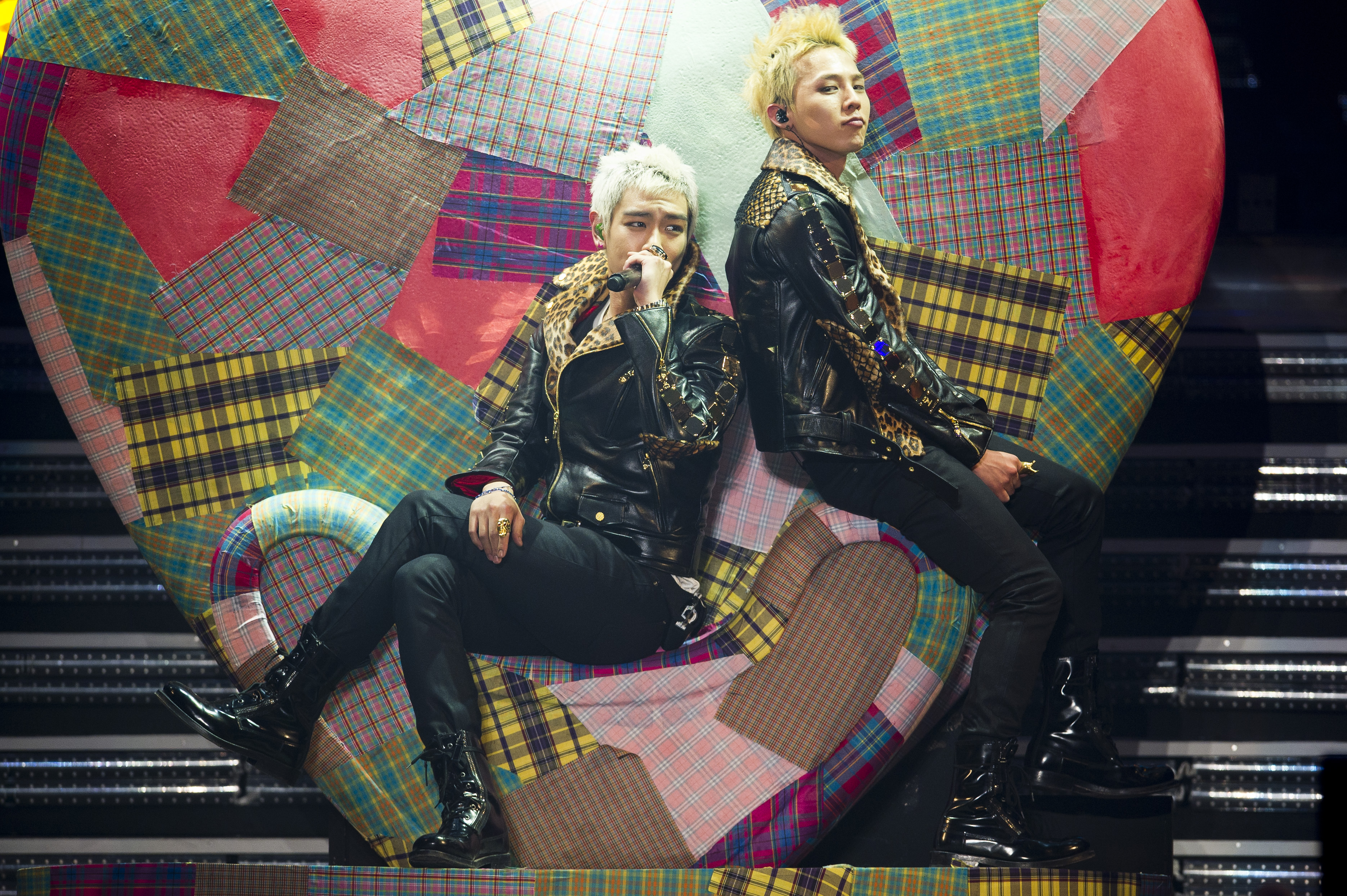
2011년 2월, "빅쇼 2011" 공연 중인 지드래곤과 T.O.P

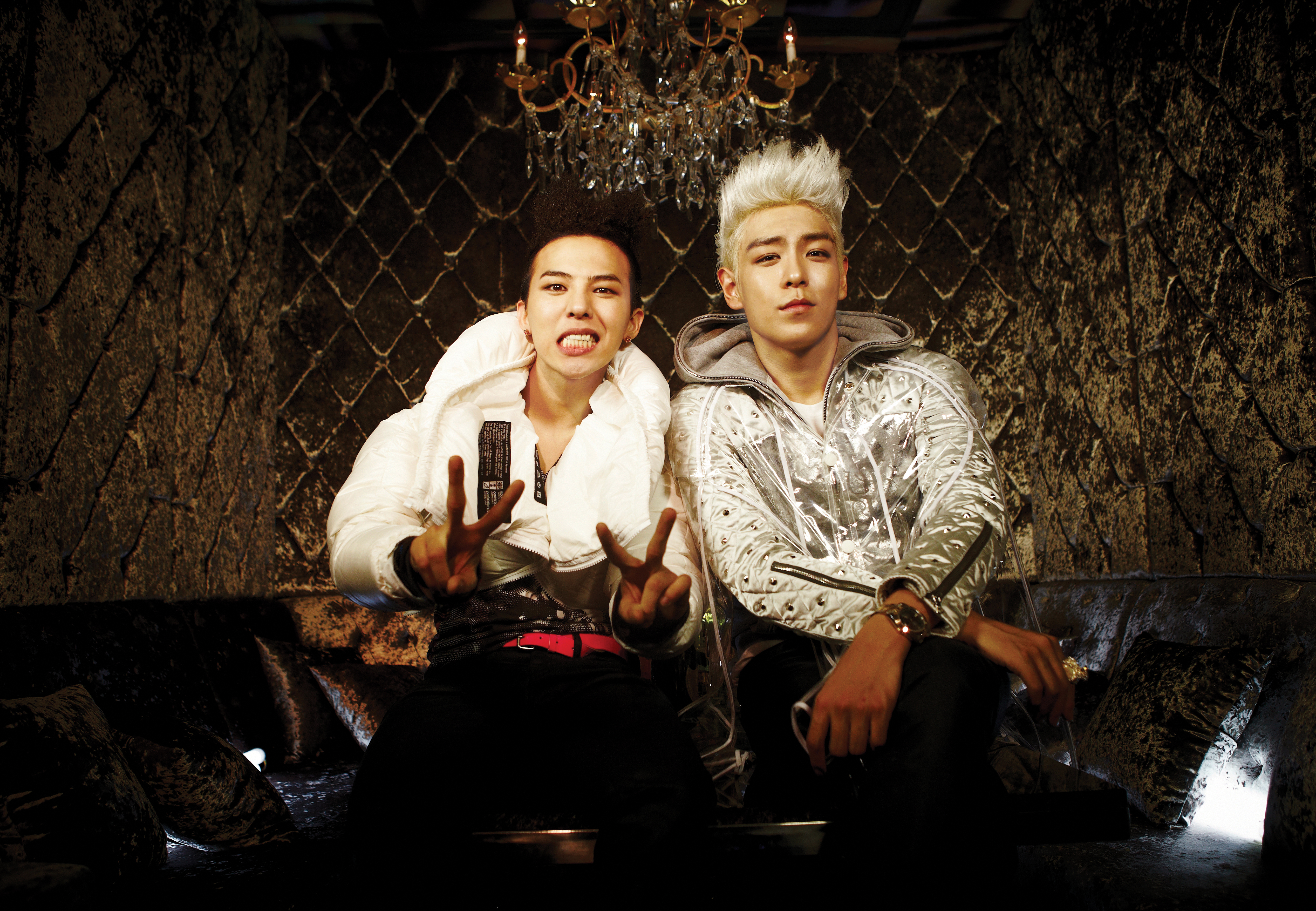
무대 위에서 GD&TOP.

## 프로모션과 발매
이 음반의 발매를 앞두고, 서울 영등포의 타임 스퀘어에서 두 사람은 세계 프리미어 쇼케이스를 개최했다. 유튜브에서 생중계되었다. 쇼케이스가 진행되는 동안, 두 사람은 그들의 음반에 수록 된 곡들의 가사와 배경을 팬들에게 설명했다. 두 사람은 또한 달라진 자신들의 스타일을 선보였다.
음반 발매 당시, 음반의 커버가 플레이보이 사의 로고와 유사하게 만들어졌다는 반응으로 인해 플레이보이 사 측에서 로고 삭제요청을 YG 엔터테인먼트에 정식 요청을 하였고, YG 엔터테인먼트 측도 이를 받아들여 현재의 음반 커버로 변경이 되었다. 바뀐 앨범 커버는 GD&TOP로 구성된 하트의 타이포그래피 이미지로 대체되었다. 이것은 빅뱅의 유튜브 채널에서 공개된 "Baby Good Night"의 뮤직 비디오를 제외한 모든 뮤직 비디오를 삭제 수정하는 것으로 마무리되었다. 그들의 음반의 세 곡 "High High", "Oh Yeah"와 "뻑이가요"는 "High High"가 1위를 차지하는 동안 "Oh Yeah"와 "뻑이가요"가 각각 2위와 3위를 기록하며 좋은 반응을 얻으며 성공적인 활동을 하였다. 그들은 SK텔레콤이 주최한 서울 강남의 클럽에서 열린 "크리스마스 T 소셜 파티"에 호스트로 공연하였다. 추가적으로 SBS 음악 프로그램 《인기가요》에 출연했다. 그들의 뮤직 비디오의 세트 이미지는 온라인에서 공개되었다. 음반은 크리스마스 이브에 발매가 되어 1위를 기록했으며, 선주문 200,000장을 기록했다.
GD&TOP은 2010년 11월, YGEX 레이블에서 싱글 음반 "Oh Yeah"를 통해 일본 데뷔가 발표되었다. "OH YEAH"는 박봄이 피처링한 곡으로, 일본어 버전의 "High High"가 수록되어 발매되었다. 하지만, 그들의 프로모션을 앞두고 G-DRAGON의 대마초 흡연 사건으로 결국 싱글 음반의 발매일이 1월 7일로 미뤄졌다. "Oh Yeah"의 쇼트 버전 뮤직 비디오가 12월 12일에 풀 버전이 8일 후인 12월 20일에 공개되었다.
GD&TOP은 영국의 가수 픽시 로트의 일본 음반의 타이틀 곡 "Dancing on My Own"의 피처링에 참여했다.

## 음반 판매량과 수상
이 음반은 2010년 130,000장의 판매량을 기록하였고, 2011년 33,276장을 판매하였다. 추가적으로, GD&TOP은 2011 멜론 뮤직 어워드에서 "최우수 랩&힙합"상을 수상하였다. 2014년 11월 기준, 음반은 200,000장의 판매량을 기록했다.

### 시상식
| 년도 | 시상식           | 부분           | 결과 |
| ---- | ---------------- | -------------- | ---- |
| 2011 | 멜론 뮤직 어워드 | 최우수 랩/힙합 | 수상 |

### 음악 프로그램 1위
| 곡                     | 프로그램            | 날짜             |
| ---------------------- | ------------------- | ---------------- |
| "OH YEAH" (feat. 박봄) | M! Countdown (Mnet) | 2010년 12월 30일 |
| "HIGH HIGH"            | M! Countdown (Mnet) | 2011년 1월 6일   |
| "HIGH HIGH"            | 인기가요 (SBS)      | 2011년 1월 9일   |
| "쩔어"                 | M! Countdown (Mnet) | 2015년 8월 20일  |

## 뮤직 비디오
이 음반에서 G-DRAGON과 T.O.P이 출연한 3곡의 "High High", "뻑이가요"와 "Baby Good Night" 뮤직 비디오는 방송사로부터 방송 부적격 판정을 받았다. 그들의 또 다른 뮤직 비디오 "집에 가지마"는 다소 늦은 2011년 6월에 공개되었다.
| 년도 | 뮤직 비디오       | 재생시간 | 음반     | 유튜브 공식 뮤직 비디오 | 참고               |
| ---- | ----------------- | -------- | -------- | ----------------------- | ------------------ |
| 2010 | "뻑이가요"        | 3:29     | "GD&TOP" | BIGBANG - 유튜브        |                    |
| 2010 | "HIGH HIGH"       | 3:09     | "GD&TOP" | BIGBANG - 유튜브        |                    |
| 2010 | "BABY GOOD NIGHT" | 3:33     | "GD&TOP" | BIGBANG - 유튜브        |                    |
| 2010 | "집에 가지마"     | 3:32     | "GD&TOP" | BIGBANG - 유튜브        |                    |
| 2010 | "OH YEAH"         | 2:52     | "GD&TOP" | BIGBANG - 유튜브        | 일본 공식 트레일러 |

## 트랙 리스트
| #            | 제목                                      | 작사                   | 작곡                        | 편곡            | 재생 시간 |
| ------------ | ----------------------------------------- | ---------------------- | --------------------------- | --------------- | --------- |
| 1.           | 〈Intro〉                                 | G-DRAGON, T.O.P        | G-DRAGON, T.O.P, KUSH       | KUSH            | 2:08      |
| 2.           | 〈High High〉                             | G-DRAGON, T.O.P, TEDDY | TEDDY                       | TEDDY           | 3:08      |
| 3.           | 〈Oh Yeah (Feat. 박봄)〉                  | G-DRAGON, T.O.P, TEDDY | TEDDY, 선우정아             | TEDDY, 선우정아 | 3:17      |
| 4.           | 〈집에 가지마〉                           | G-DRAGON               | G-DRAGON, TEDDY, KUSH       | TEDDY, KUSH     | 3:18      |
| 5.           | 〈Baby Good Night〉                       | G-DRAGON, T.O.P        | G-DRAGON, T.O.P, KUSH, 1 ON | KUSH            | 3:32      |
| 6.           | 〈뻑이가요〉                              | G-DRAGON, T.O.P        | Diplo, G-DRAGON, T.O.P      | Diplo           | 3:27      |
| 7.           | 〈Oh Mom〉 (T.O.P Solo)                   | T.O.P                  | T.O.P, KUSH, 1 ON           | KUSH            | 4:32      |
| 8.           | 〈악몽〉 (G-DRAGON Solo)                  | G-DRAGON               | G-DRAGON, KUSH              | KUSH            | 5:17      |
| 9.           | 〈오늘따라〉 (T.O.P Solo)                 | T.O.P                  | T.O.P, Choice37             | Choice37        | 3:25      |
| 10.          | 〈어쩌란 말이냐?〉 (G-DRAGON Solo)        | G-DRAGON               | G-DRAGON, KUSH              | 선우정아, 1 ON  | 3:25      |
| 11.          | 〈Turn It Up〉 (T.O.P solo (보너스 트랙)) | T.O.P                  | T.O.P, TEDDY                | TEDDY           | 3:32      |
| 총 재생 시간 | 총 재생 시간                              | 총 재생 시간           | 총 재생 시간                | 총 재생 시간    | 38:46     |

샘플링
- "INTRO"는 프레다 페인의 곡 "It's Yours to Have"을 샘플링했다.
- "집에 가지마"는 위스퍼스의 곡 "Make It with You"을 샘플링했다.
- "어쩌란 말이냐?"는 듀언 에디의 곡 "Shazam!"을 샘플링했다.
- "뻑이가요"는 Cajmere의 곡 "It's Time For the Percolator"을 샘플링했다.

## 차트
| 차트                    | 차트 순위 |
| ----------------------- | --------- |
| 대한민국 가온 차트      | 1         |
| 대한민국 가온 월간 차트 | 1         |

### 판매량
| 차트        | 판매량                                                                      |
| ----------- | --------------------------------------------------------------------------- |
| 가온 판매량 | - 130,000(2010) - 34,703(2011) - 16,518(2012) - 11,901(2013) - 2,020 (2014) |